# آرثر س. بيرس
آرثر س. بيرس (بالإنجليزية: Arthur C. Pierce)‏ هو كاتب سيناريو ومخرج أمريكي، ولد في 8 سبتمبر 1923، وتوفي في 17 نوفمبر 1987.

## وصلات خارجية
- آرثر س. بيرس على موقع IMDb (الإنجليزية)
- آرثر س. بيرس على موقع ألو سيني (الفرنسية)
- آرثر س. بيرس على موقع أول موفي (الإنجليزية)
- آرثر س. بيرس على موقع قاعدة بيانات الأفلام السويدية (السويدية)
- آرثر س. بيرس على موقع قاعدة بيانات الفيلم (الإنجليزية)
- آرثر س. بيرس على موقع كينوبويسك (الروسية)